# Lamprocryptidea liberatoria
Lamprocryptidea liberatoria là một loài tò vò trong họ Ichneumonidae.